# ويليام أنطونيو رودريغوس
ويليام أنطونيو رودريغوس هو عالم نبات برازيلي، ولد في 1928.